# Leucula admota
Leucula admota är en fjärilsart som beskrevs av Paul Dognin 1914. Leucula admota ingår i släktet Leucula och familjen mätare. Inga underarter finns listade i Catalogue of Life.